# Ехо (Міннесота)
Ехо (англ. Echo) — місто (англ. city) в США, в окрузі Єллоу-Медісін штату Міннесота. Населення — 243 особи (2020).

## Географія
Ехо розташоване за координатами 44°37′18″ пн. ш. 95°24′41″ зх. д. / 44.62167° пн. ш. 95.41139° зх. д. (44.621736, -95.411458).  За даними Бюро перепису населення США в 2010 році місто мало площу 2,62 км², уся площа — суходіл.

## Демографія
Згідно з переписом 2010 року, у місті мешкало 278 осіб у 111 домогосподарстві у складі 71 родини. Густота населення становила 106 осіб/км².  Було 122 помешкання (47/км²).
Расовий склад населення:
| - 91,7 % — білих - 1,4 % — корінних американців - 1,4 % — азіатів - 1,8 % — осіб інших рас |

До двох чи більше рас належало 3,6 %. Частка іспаномовних становила 5,8 % від усіх жителів.
За віковим діапазоном населення розподілялося таким чином: 32,0 % — особи молодші 18 років, 52,5 % — особи у віці 18—64 років, 15,5 % — особи у віці 65 років та старші. Медіана віку мешканця становила 37,0 року. На 100 осіб жіночої статі у місті припадало 100,0 чоловіків;  на 100 жінок у віці від 18 років та старших — 96,9 чоловіків також старших 18 років.
Середній дохід на одне домашнє господарство  становив 56 293 долари США (медіана — 49 583), а середній дохід на одну сім'ю — 66 965 доларів (медіана — 57 292). За межею бідності перебувало 19,7 % осіб, у тому числі 46,3 % дітей у віці до 18 років та 4,7 % осіб у віці 65 років та старших.
Цивільне працевлаштоване населення становило 148 осіб. Основні галузі зайнятості: освіта, охорона здоров'я та соціальна допомога — 23,0 %, виробництво — 22,3 %, роздрібна торгівля — 16,2 %, сільське господарство, лісництво, риболовля — 10,8 %.